# GLAY
글레이(GLAY)는 1988년 일본의 홋카이도 하코다테시에서 고등학교 재학 중이던 기타리스트 타쿠로(TAKURO)와 보컬 테루(TERU)가 결성한 록 밴드이다. 1994년에 데뷔했으며 1990년대 후반에 발표한 음반들이 높은 판매량을 기록했다. 대표곡으로는 밀리언셀러를 기록한 〈However〉, 〈유와쿠〉, 〈Soul Love〉, 〈Be With You〉, 〈Winter, Again〉, 〈토마도이 / Special Thanks〉 등이 있다. 1999년 마쿠하리 멧세 주차장 특설 무대에서 개최한 단독 콘서트 《Glay Expo'99 Survival》에서는 20만 명의 관객을 동원했는데 이는 2012년까지 일본 최대의 기록이며 유료 공연으로서는 세계 기록이기도 하다.
2012년 1월에 방송된 《뮤직 스테이션》에 따르면 2011년까지 3,785만 장의 판매고를 기록하며 일본에서 7번째로 음반을 많이 판 음악가이다.

## 발자취
1988년 고등학생이었던 타쿠로, 테루를 중심으로 글레이를 결성한다. 자작곡을 중심으로 고향(홋카이도 하코다테시)에서 라이브 활동을 시작한다.
1990년 고등학교를 졸업한 타쿠로, 테루, 히사시 3명은 활동지를 도쿄로 옮긴다.
1991~1992년 하코다테 시절, 후배 밴드의 멤버였던 지로가 멤버로 가입했다.
2008년 7월 2일 결성 20주년을 맞이했다.
2019년 6월 29일~30일 KBS아레나에서 첫 내한공연을 했다.(GLAY 25th Anniversary Special LIVE in Seoul 2019)

## 음반 목록

### 싱글
1. RAIN (1994년 5월 25일)
2. 真夏の扉 (1994년 6월 15일)
3. 彼女の"Modern..." (1994년 11월 16일)
4. Freeze my love (1995년 1월 25일)
5. ずっと2人で... / GONE WITH THE WIND (1995년 5월 17일)
6. Yes,summerdays (1995년 8월 9일)
7. 生きてく強さ (1995년 11월 8일)
8. グロリアス (1996년 1월 17일)
9. BELOVED (1996년 8월 7일)
10. a BOY～ずっと忘れない～ (1996년 11월 11일)
11. 口唇 (1997년 5월 14일)
12. HOWEVER (1997년 8월 6일)
13. 誘惑 (1998년 4월 29일)
14. SOUL LOVE (1998년 4월 29일)
15. BE WITH YOU (1998년 11월 25일)
16. Winter,Again (1999년 2월 3일)
17. ここではない、どこかへ (1999년 8월 25일)
18. HAPPINESS-WINTER MIX- (2000년 1월 1일)
19. MERMAID (2000년 7월 19일)
20. とまどい／SPECIAL THANKS (2000년 8월 23일)
21. Missing You (2000년 11월 15일)
22. GLOBAL COMMUNICATION (2001년 4월 25일)
23. STAY TURNED (2001년 7월 4일)
24. ひとひらの自由 (2001년 9월 19일)
25. Way of Difference (2002년 2월 27일)
26. またここであいましょう (2002년 7월 24일)
27. 逢いたい気持ち (2002년 7월 31일)
28. BEAUTIFUL DREAMER / STREET LIFE (2003년 10월 16일)
29. 時の雫 (2004년 1월 28일)
30. 天使のわけまえ / ピ-ク果てしなく ソウル限りなく (2004년 5월 19일)
31. Blue Jean (2004년 8월 4일)
32. ホワイトロード (2004년 12월 8일)
33. G4 (2006년 7월 12일)
34. 夏音 / 変な夢～THOUSAND DREAMS～ (2006년 9월 13일)
35. 100万回のKISS (2007년 1월 17일)
36. 鼓動 (2007년 4월 4일)
37. Ashes.EP (2007년 10월 31일)
38. VERB (2008년 6월 11일)
39. 紅と黒のMATADORA / I LOVE YOUをさがしてる (2008년 9월 10일)
40. SAY YOUR DREAM (2009년 3월 4일)
41. I am XXX (2009년 5월 25일)
42. Precious (2010년 9월 8일)
43. G4・II -THE RED MOON (2011년 10월 5일)
44. My Private "Jealousy" (2011년 11월 16일)
45. Bible (2012년 5월 23일)
46. JUSTICE [from] GUILTY (2012년 12월 5일)
47. 運命論 (2012년 12월 5일)
48. DARK RIVER／Eternally／時計 (2013년 7월 24일)
49. DIAMOND SKIN/虹のポケット/CRAZY DANCE (2013년 11월 27일)
50. BLEZZE (2014년 7월)
51. 百花繚乱／疾走れ!ミライ (2014년 10월 15일)

### 정규 음반
- 《하이토 다이아몬드》 (灰とダイヤモンド, 1994년, 인디 음반)
- 《SPEED POP》 (1995)
- 《BEAT out!》 (1996)
- 《BELOVED》 (1996)
- 《pure soul》 (1998)
- 《HEAVY GAUGE》 (1999)
- 《ONE LOVE》 (2001)
- 《UNITY ROOTS & FAMILY,AWAY》 (2002)
- 《THE FRUSTRATED》 (2004)
- 《LOVE IS BEAUTIFUL》 (2007년 1월 31일)
- 《GLAY》 (2010년 10월 13일)
- 《JUSTICE》 (2013년 1월 23일)
- 《GUILTY》 (2013년 1월 23일)
- 《MUSIC LIFE》 (2014년 11월 5일)
- 《SUMMERDELICS》 (2017년 7월 12일)

### 베스트 음반
- 《Review》 (1997년)
- 《Drive》 (2000년)
- 《WHITE ROAD -Ballad Best Singles-》 (2005년 1월 19일)
- 《THE GREAT VACATION VOL.1: SUPER BEST OF GLAY》 (2009년 6월 10일)
- 《THE GREAT VACATION VOL.2: SUPER BEST OF GLAY》 (2009년 10월 21일)

### 컨셉 음반
- 《rare collectives vol.1》 (2003년 2월 5일)
- 《rare collectives vol.2》 (2003년 2월 5일)
- 《rare collectives vol.3》 (2011년 3월 9일)
- 《rare collectives vol.4》 (2011년 3월 9일)